# Бутаков, Виктор Васильевич
Виктор Васильевич Бутаков (8 февраля 1928, Баженово — 19 июня 1997, Екатеринбург) — советский лыжник и биатлонист. Выступал за сборную Советской Армии на всём протяжении 1950-х годов, чемпион СССР по лыжным гонкам, серебряный и бронзовый призёр первого чемпионата мира по биатлону, мастер спорта СССР по лыжным гонкам и биатлону.

## Биография
Родился 8 февраля 1928 года на железнодорожной станции Баженово у посёлка городского типа Белоярский Уральской области.
Занимался лыжными гонками и биатлоном в Свердловске, будучи военнослужащим, состоял в свердловском СКА. Позже переехал на постоянное жительство в Москву. В 1950 г. стал мастером спорта по лыжным гонкам.
Первого серьёзного успеха на всесоюзном уровне добился в сезоне 1952 года, когда вошёл в состав сборной Вооружённых Сил по лыжным гонкам и выступил на домашнем чемпионате СССР в Свердловске, где одержал победу в командном беге патрулей на 30 км и стал серебряным призёром в индивидуальной гонке на 18 км. В 1954 году на чемпионате страны в Златоусте завоевал с армейской командой серебряные медали в индивидуальной и командной тридцатикилометровых гонках. В следующем году на чемпионате в Свердловске от команды РСФСР получил в той же дисциплине бронзу. На всесоюзном первенстве 1956 года в том же Свердловске уже представлял Центральный спортивный клуб Московской области и выиграл в беге патрулей на 30 км награду серебряного достоинства.
Первого значимого успеха в биатлоне Бутаков добился в 1958 году, когда выиграл серебряную медаль на чемпионате СССР в Отепя и стал мастером спорта по зимнему двоеборью (биатлону). Благодаря череде удачных выступлений удостоился права защищать честь страны на впервые проводившемся чемпионате мира в австрийском Зальфельдене — в итоге завоевал здесь бронзовую медаль в индивидуальной гонке на 20 км, пропустив вперёд только шведов Адольфа Виклунда и Олле Гуннериуссона, а также стал серебряным призёром в неофициальном командном зачёте 4 × 7,5 км совместно с партнёрами Валентином Пшеницыным, Дмитрием Соколовым и Александром Губиным — лучше них дистанцию преодолели только шведские биатлонисты.
После успеха на чемпионате мира Виктор Бутаков ещё в течение некоторого времени оставался в составе сборной Советской Армии и продолжал принимать участие в крупных соревнованиях всесоюзного уровня. Так, в 1959 и 1960 годах на чемпионатах СССР по биатлону в Свердловске он вновь становился серебряным призёром в индивидуальной гонке на 20 км — в первом случае уступил заслуженному мастеру спорта Владимиру Меланьину, во втором случае был побеждён заслуженным мастером спорта Александром Приваловым. Пытался пройти отбор на второй чемпионат мира, проходивший в Италии, но не смог этого сделать из-за недостаточной точности стрельбы.
Завершив карьеру спортсмена, работал тренером по биатлону и лыжным гонкам.
Умер 19 июня 1997 года в Екатеринбурге. Тело было кремировано. Похоронен рядом с женой Маргаритой Александровной на Нижнеисетском кладбище Екатеринбурга.